# Гритти Морлакки, Карло
Карло Гритти Морлакки (24 декабря 1777, Альцано-Ломбардо, Ломбардия, Венецианская республика — 17 декабря 1852, Бергамо, Ломбардо-Венецианское королевство) — итальянский прелат, Ординарий епархии Бергамо.

## Биография
Начальное образование получил в Мерате в институте Сомаски, затем  в епархиальной семинарии Бергамо до ее закрытия в 1796, когда переехал в Больгаре, где продолжил изучение философии у священника Новали (итал. Novali).
В 1799 назначается членом Капитула, позднее становится профессором канонического права в семинарии и с 1825  - настоятелем городского прихода святого Александра в Колонне (итал. Basilica di Sant'Alessandro in Colonna).
По воле короля Франческо I назначается  епископом, для хиротонии отправляется в Рим.
Во время его епископства вся территория епархии была частью Ломбардо-Венецианского королевства, так что ему приходилось постоянно защищать автономию церкви от австрийских властей, также его правление не отличалось активностью, возможно, из-за слабой подготовки окружавших священников, что осложнялось также эпидемией холеры. Пастырские визиты по епархии были редкими и эпизодическими, в 1835 состоялось посещение городских приходов и 1841  - около двадцати церквей в горных викариатах Сельвино и Вильминоре-ди-Скальве.
В 1848 епископ поддержал идею объединения Италии под руководством короля Карла Альберто ди Савойя.